# 東亞足協U-18青年錦標賽
東亞足協U-18青年錦標賽（EAFF U-18 Youth Tournament），是由東亞足球協會所舉行的地區性的18歲以下男子青年足球錦標賽。第一届于2013年在關島举办。

## 歷屆賽事
| 2013年 | 關島 | 香港 | 中華臺北 |  | 關島 | 6 |